# تشاغواناس
تشاغواناس (بالإنجليزية: Chaguanas)‏ هي مدينة تقع في ترينيداد وتوباغو في ترينيداد وتوباغو. يقدر عدد سكانها بـ 83,516 نسمة ومساحتها 59.65 كم2 .

## توأمة
لتشاغواناس اتفاقيات توأمة مع:
- لاودرهيل

## أعلام
- فيديادر سوراجبراساد نيبول
- نايغل بول
- سكوت سيلي